# Abolboda uniflora
Abolboda uniflora là một loài thực vật hạt kín trong họ Hoàng đầu. Loài này được Maguire mô tả khoa học đầu tiên năm 1958.